# Enfermedad de Lhermitte-Duclos
La enfermedad de Lhermitte-Duclos (gangliocitoma displásico cerebeloso, LDD) es una enfermedad rara consistente en un crecimiento lento de un tumor en el cerebelo, a veces considerado un hamartoma, caracterizado por una hipertrofia difusa del estrato granuloso del cerebelo. A menudo suele asociarse con síndrome de Cowden y es patognomónico para esta enfermedad. Fue descrita por Jacques Jean Lhermitte y P. Duclos en 1920.

## Epidemiología
Se conocen muy pocos casos registrados de la enfermedad de Lhermitte-Duclos; existen informes de aproximadamente 221 casos de LDD en la literatura médica. Es más habitual durante la tercera y cuarta etapas de vida.

## Etiología
En general los casos de Gangliocitoma Displásico Cerebeloso con inicio en la etapa adulta, pueden ser atribuidos a mutaciones en el gen PTEN (Phosphatase and Tensin Homolog), incluso en ausencia del síndrome hamartomatoso asociado a PTEN que incluye el síndrome de Cowden, el síndrome de Bannayan–Riley–Ruvalcaba
, el síndrome de Proteus y tipo Proteus. Las heterotopias neuronales aisladas en la sustancia blanca apoyan un trastorno migratorio, además de que las neuronas pierden su territorialidad y tienden a agruparse.

## Signos clínicos
Los principales signos clínicos son:
- dolor de cabeza
- afectación en el movimiento
- temblor
- alteración de la vista
- EEG anormal
- Diplopía

Estos signos clínicos pueden acompañar al síndrome de Cowden incluyendo tumores múltiples en la piel. Los dolores de cabeza son muy comunes. Aunque estos podrían no ser continuos, suelen aparecer tras la realización de ciertas acciones como la ingesta de comida, el levantamiento de peso, o al realizar movimientos de asentimiento con la cabeza. 
Los desórdenes en la ejecución de movimientos normalmente provocan una evidente dificultad para caminar; el paciente podría encontrar dificultades para colocar los pies en el suelo en forma ordenada, e incluso podría sufrir mareos. El mareo se hace controlable por un momento cuando el paciente se relaja; pero luego comienza nuevamente. Los desórdenes de movimiento usualmente se acompañan de visión doble, y estos a su vez se acompañan de migraña. Para los tumores que se desarrollan en la parte baja del cerebro, el dolor se irradia hacia el cuello y la parte superior de la espalda.
También son síntomas importantes la indigestión y la acidez estomacal. Durante las tardes puede haber una tendencia a los vómitos, y usualmente la migraña sigue al vómito.
Bajo cualquiera de los síntomas antes mencionados se debe indicar y realizar inmediatamente una resonancia magnética para definir el tamaño y posición del tumor, si lo hubiere.
El tumor, a pesar de ser benigno, afecta a las funciones del cerebro. Debido a su tamaño presiona sobre otras áreas vitales del cerebro y comprime los ventrículos, lo que conduce a los síntomas mencionados anteriormente.

## Tratamiento
El tratamiento incluye cirugía acompañada por toma de muestra para biopsia, para comprender mejor la naturaleza del tumor. En la enfermedad de Lhermitte Duclos los tumores son mayormente benignos.
Al planear la cirugía es importante tener en cuenta que sólo debe retirarse una porción del tumor (25-30%) de modo que la intervención no cause un mayor impacto en las áreas circundantes. 